# Ulla Molin

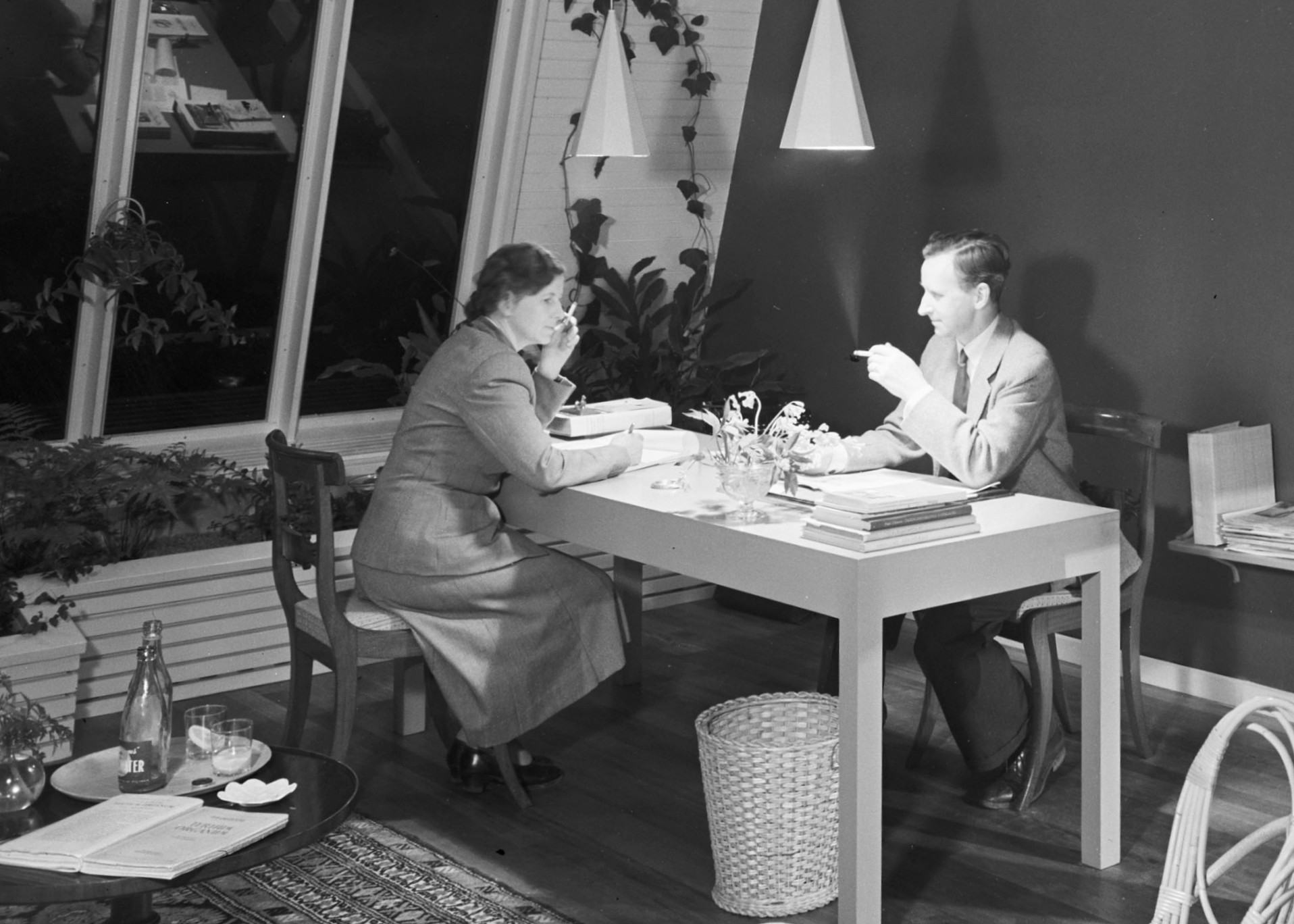
Ulla Molin och K.G. Molin i Villa Molin på Lidingö, april 1949.

Ulla Ingeborg Molin, född Månsson 11 oktober 1909 i Kattarp, död 27 september 1997 i Höganäs, var en svensk trädgårdsarkitekt och journalist.

## Utbildning och levnad

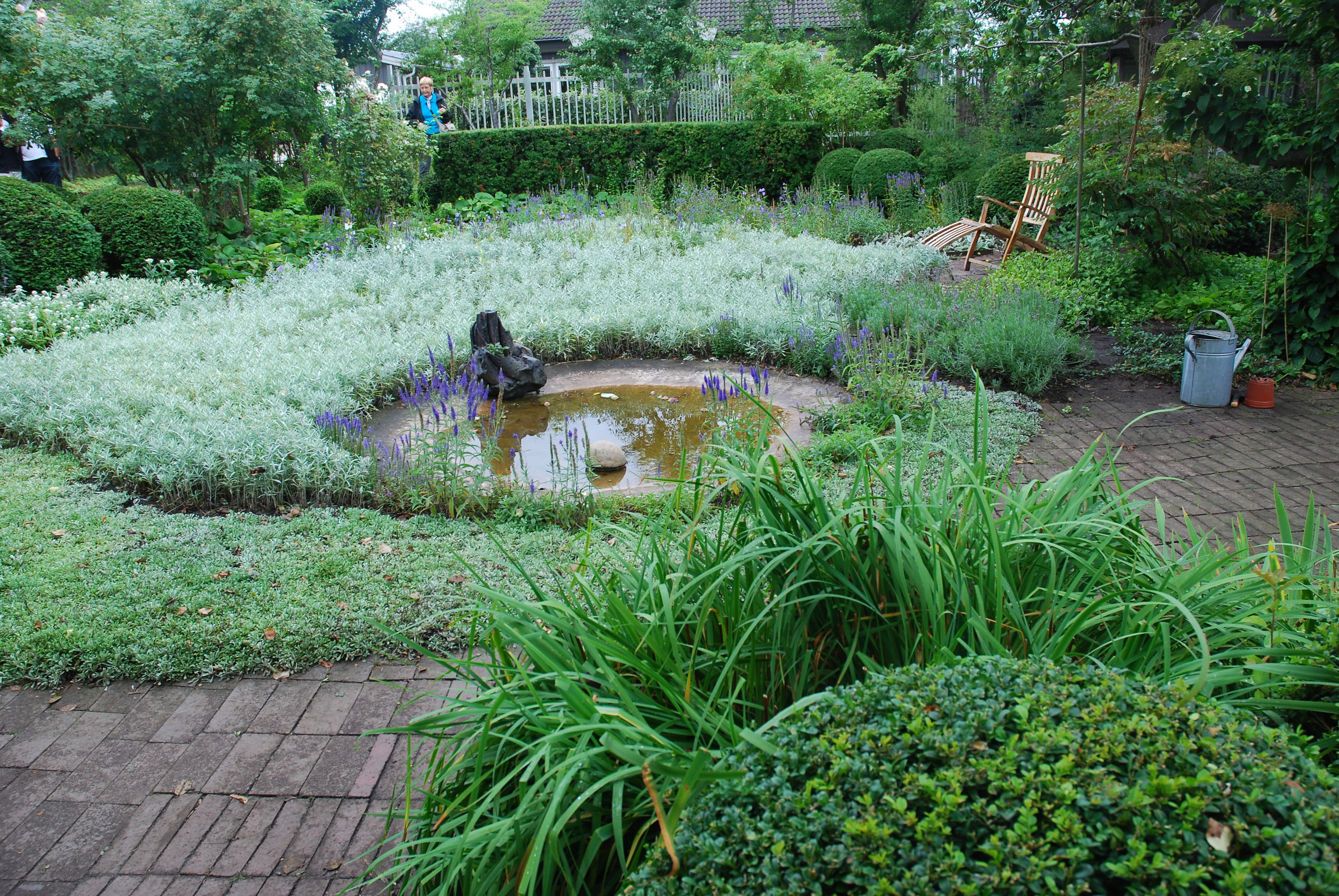
Ulla Molins trädgård, Höganäs, Fågelbadet.

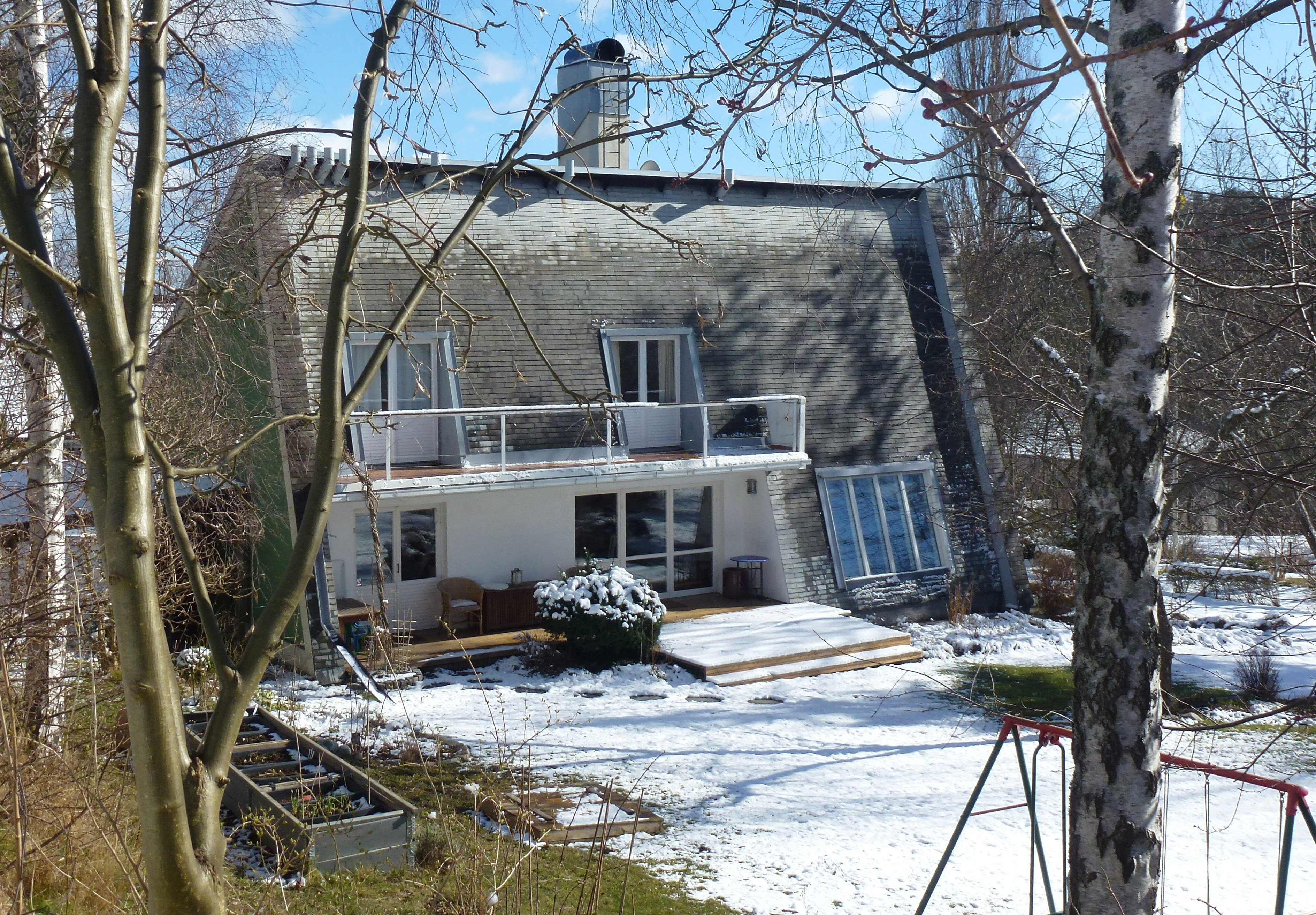
Villa Molin på Lidingö, mars 2015.

Ulla Molin växte upp i en jordbrukar- och lärarfamilj på landet i nordvästra Skåne. Hon utbildade sig 1927–1930 på Fredrika Bremer-förbundets trädgårds- och lanthushållsskola Apelryd utanför Båstad. Därefter anställdes hon på Karl Nylöfs trädgårdsarkitektkontor i Stockholm. År 1932 började hon som journalist i trädgårdsfrågor på Hem i Sverige (där hennes svärfar Adrian Molin var redaktör), och blev 1944 tidskriftens redaktör.
År 1966 slutade hon som chefredaktör, flyttade året därpå med sin man till den tidigare sommarbostaden i Ingelsträde och började verka som trädgårdsarkitekt. Hon samarbetade med keramikern Signe Persson-Melin och drev 1967–1971 konsultföretaget och trädgårdsbutiken Gröna Gården i Helsingborg. År 1978 flyttade hon in i ett småhus i Höganäs från 1930-talet med en tomt på 800 kvadratmeter och omvandlade grundligt den befintliga trädgården, som 2010 byggnadsminnesförklarades. I boken Att leva med sin trädgård 1992 beskrivs uppbyggnaden och skötseln av trädgårdarna i Ingelsträde och Höganäs.
Ulla Molin var gift från 1932 med ingenjören K.G. Molin och hade två barn.

## Trädgårdsstil
Ulla Molin var genom sin tidskrift och sina böcker en aktiv opinionsbildare i egnahems- och trädgårdsfrågor, och drev sina visioner om det för alla människor uppnåeliga goda hemmet och den vackra trädgården.
I sin verksamhet som trädgårdsarkitekt arbetade Molin med skapandet av gröna uterum i små trädgårdar och med enkla växt- och färgkombinationer. En viktig utgångspunkt var att utjämna gränsen mellan inomhus och utomhus, en annan att skapa små, väl avgränsade rum. Hon arbetade mycket med marktäckare som kattfot och murgröna i stället för gräsmattor. Inspirationen kom från Japan och Danmark samt från trädgårdsskapare som Gertrude Jekyll och Vita Sackville-West.
| ” | Omnia mirari etium tritissima Allt förtjänar uppmärksamhet, även det alldagliga | „ |
| – Carl von Linnés motto, återgivet ingraverat i en markplatta i Ulla Molins trädgård i Höganäs. Ett litet tillägg av de nuvarande ägarna i Ulla Molins anda. |                                                                                 |   |

## Trädgårdsutformning av Ulla Molin i i urval
- Den egna trädgården i Höganäs
- Atriumträdgården i Landskrona Konsthall
- Radhusträdgård på Linnégatan i Lund för Harriet och Gustaf Östberg, vid radhus ritade av Hans Westman
- Sommarstugeträdgård i Mölle
- Trolleberg på Romeleåsen

## Utmärkelser
- 1968: Olle Engkvist-medaljen[5]
- 1985: Illis quorum, 8:e storleken[6]